# Mole River
Mole River är ett vattendrag i Australien. Det ligger i delstaten New South Wales, i den sydöstra delen av landet, omkring 540 kilometer norr om delstatshuvudstaden Sydney.
I omgivningarna runt Mole River växer huvudsakligen savannskog. Trakten runt Mole River är nära nog obefolkad, med mindre än två invånare per kvadratkilometer. Genomsnittlig årsnederbörd är 1 013 millimeter. Den regnigaste månaden är januari, med i genomsnitt 176 mm nederbörd, och den torraste är oktober, med 37 mm nederbörd.